# Paurankilantto (Jukkasjärvi socken, Lappland, 753198-172341)
Paurankilantto är en sjö i Kiruna kommun i Lappland och ingår i Torneälvens huvudavrinningsområde.